# Pleurobema
Pleurobema es un género de molusco bivalvo  de la familia Unionidae.

## Especies
Las especies de este género son:
- Pleurobema aldrichianum
- Pleurobema altum
- Pleurobema avellanum
- Pleurobema beadleianum
- Pleurobema bournianum
- Pleurobema chattanoogaense
- Pleurobema clava
- Pleurobema coccineum
- Pleurobema collina
- Pleurobema cordatum
- Pleurobema curtum
- Pleurobema decisum
- Pleurobema flavidulum
- Pleurobema furvum
- Pleurobema georgianum
- Pleurobema gibberum
- Pleurobema hagleri
- Pleurobema hanleyianum
- Pleurobema irrasum
- Pleurobema johannis
- Pleurobema marshalli
- Pleurobema meredithi
- Pleurobema murrayense
- Pleurobema nucleopsis
- Pleurobema nux
- Pleurobema oviforme
- Pleurobema perovatum
- Pleurobema plenum
- Pleurobema pyramidatum
- Pleurobema pyriforme
- Pleurobema riddellii
- Pleurobema rubellum
- Pleurobema rubrum
- Pleurobema showalteri
- Pleurobema similans
- Pleurobema sintoxia
- Pleurobema stabile
- Pleurobema strodeanum
- Pleurobema taitianum
- Pleurobema tombigbeanum
- Pleurobema troschelianum
- Pleurobema verum